# ウクライナ統合軍事作戦
ウクライナ統合軍事作戦（ウクライナ語: Операція об'єднаних сил）は、2014年4月から続くウクライナ東部での戦争（ドンバス戦争）におけるロシアおよび親ロシア武装集団への対抗を目的として実施されている、ウクライナによる軍事的・法的特別措置である。2018年4月30日に開始された。

## 概要
この作戦は、ウクライナの法律「ドネツィク州およびルハーンシク州の地域の一時的被占領地域におけるウクライナの国家主権を確保するための国家政策の特殊性に関する法律」に基づいている。この法律では、ロシアを侵略者および占領者と明確に位置づけ、その侵略に対抗するため、ウクライナ大統領は軍隊およびその他軍事力の使用の決定を行うことができるとされた。一時的に占領された地域に対する国家主権を確保するための軍隊の使用についても同様とされた。
さらにこの法律で統合作戦本部の設置が規定され、従来ウクライナ保安庁の役割であったドンバスの軍事・法執行部隊の管理権限を受け継ぎ、防衛対策に携わるウクライナ軍、内務省（国家親衛隊、国家警察、国家緊急事態局）などの戦力と手段を直接管理すること、ならびに統合軍に司令官をおき、侵略撃退の遂行に関するあらゆる軍事・法執行手続きを統率することが定められた。

## 歴史
2014年のウクライナ騒乱およびユーロマイダン運動は、ロシア系住民が多く住むドネツィク州とルハーンシク州において、親ロシア派の分離主義グループの反発・台頭を招き、それぞれドネツク人民共和国（DPR）およびルガンスク人民共和国（LPR）として独立を宣言するに至った。ウクライナ政府との間での武力衝突に発展し、ウクライナ側が開始したのが「対テロ作戦（ATO）」である。しかしこの戦争は膠着状態となり、停戦と戦闘再開を繰り返した。
2014年9月5日に、欧州安全保障協力機構（OSCE）の監督のもと、ウクライナ、ロシア、DPR、LPRはミンスク議定書と呼ばれる協定に署名した。占領下にある領域の自治を認める一方、OSCEの監視下の停戦、違法な武装集団や兵士のウクライナからの撤退を定める内容であった。戦闘回数は著しく減少したものの小競り合いは続き、2015年1月には停戦が完全に崩壊、ミンスク議定書は失敗に終わった。
2015年2月12日、OSCEの監督のもと、ドイツ、フランスが仲介し、ミンスク2が締結された。占領下にある領域に幅広い自治権を認める内容であり、OSCEが監視する無条件の停戦、最前線からの重火器の撤退、捕虜の解放、ウクライナにおける憲法改正が含まれていた。しかし、境界が策定されなかったデバルツェボでは戦闘が続き、ウクライナ軍は撤退を余儀なくされた。その後も膠着状態が続き、この戦争は「凍結された紛争」と呼ばれるようになった。
2015年6月、DPRとLPRは、ロシア連邦への加入を希望する声明を出した。
2016年は、ウクライナはドンバス戦争においてはじめて、領土を奪われなかった年となった。
2017年は年明けから激しい戦いが繰り広げられた。この年も停戦と停戦違反を繰り返すこととなった。
2018年1月18日、ウクライナ最高議会ヴェルホーヴナ・ラーダは、法案「ドネツィク州およびルハーンシク州の一時的被占領地域におけるウクライナの国家主権を確保するための法律」を採択した。
2月20日、ペトロ・ポロシェンコ大統領がこの法案に署名した。ポロシェンコは、ロシアの目標はクリミアやウクライナ東部にとどまらず、国全体に及ぶであろうと強調した。
3月16日、セルヒイ・ナエフ中将が統合軍事作戦司令官に任命された。
4月30日、ポロシェンコ大統領は、国家安全保障・防衛評議会の決定「ドネツィク州およびルハーンシク州の領域における大規模な反テロ作戦について」の法令に署名し、国家安全保障・防衛評議会の決定が承認された。また、ウクライナ軍最高司令官の命令「ドネツィク州およびルハーンシク州の領土における国家の安全および防衛の確保、ロシア連邦の武力侵略の撃退および抑止のための統合軍事作戦の開始について」に署名した。これにより、4月30日14:00をもって統合軍事作戦が開始された。
2019年5月6日、ポロシェンコ大統領はオレクサンドル・シルスキー中将を統合軍事作戦司令官に任命した。
2019年8月5日、ウクライナ大統領ウォロディミル・ゼレンスキーは、ウォロディミル・クラフチェンコ中将を統合軍事作戦司令官に任命した。
2021年7月28日、ゼレンスキー大統領は、オレクサンドル・パヴリュク中将を統合軍事作戦司令官に任命した。
2022年3月15日、ゼレンスキー大統領は、2月24日に開始されたロシアによる大規模な侵攻を受け、パヴリュクをキーウ州知事に任命した。これに伴い、エドゥアルド・モスカレフ少将を新たに統合軍事作戦司令官に任命した。

## 司令部

### 司令官
2018.03.16 - 2019.05.06 - セルヒイ・ナエフ中将
2019.05.06 - 2019.08.05 - オレクサンドル・シルスキー中将
2019.08.05 - 2021.07.28 -  ヴォロディミル・クラフチェンコ中将
2021年7月28日 - 2022年3月15日 オレクサンドル・パヴリュク中将
2022年3月15日 - エドゥアルド・モスカリョフ少将

### 参謀長
2018年 - ヴァレリー・ザルジニー少将
2019年 - アンドリー・コワルチュク少将
2019年 - イホール・タンチェーラ少将
2020年 - ヴォロディミル・キドン少将
2022年1月 - アナトリー・シェフチェンコ准将
2022年3月以降 - ヴォロディミル・ペトロヴィチ准将（2022年6月まで大佐）